# 죽곡초등학교 동계분교
죽곡초등학교 동계분교는 전라남도 곡성군 죽곡면 태안로 793 (동계리)에 있었던 분교이다.

## 연혁
- 1934년 5월 23일 죽곡공립보통학교 부설 동계간이학교 인가
- 1945년 9월 15일 죽곡동공립국민학교로 승격
- 1970년 10월 29일 동계국민학교로 교명 변경
- 1990년 3월 5일 병설유치원 개원
- 1996년 3월 1일 동계초등학교로 교명 변경
- 1997년 3월 1일 죽곡초등학교 동계분교장으로 격하
- 1999년 9월 1일 폐교 (죽곡초등학교로 통합)